# Куракіна Наталія Іванівна
Княгиня Наталія Іванівна Кура́кіна (до шлюбу Головіна; 16 серпня 1766, Москва — 2 липня 1831, Санкт-Петербург) — дружина генерал-прокурора Олексія Борисовича Куракіна, кавалерственна дама ордену Святої Катерини меншого хреста (5.04.1797), статс-дама (1826); композиторка і музикантка.

## Біографія

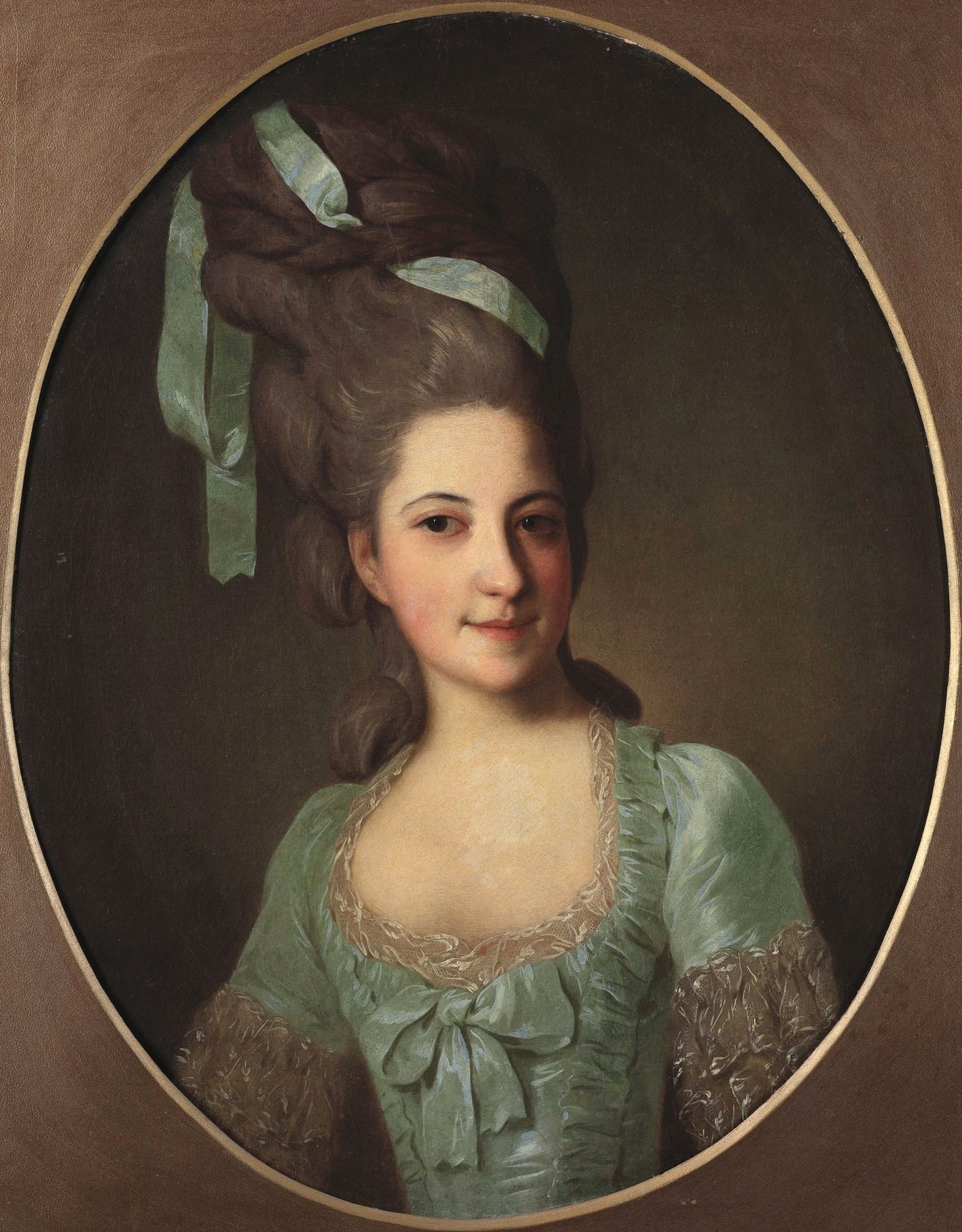
Дар'я Іванівна, сестра

Народилася в сім'ї колезького радника Івана Сергійовича Головіна і Катерини Олексіївни Голіциної (1735—1802). Разом зі старшою сестрою Дар'єю отримала домашнє виховання.
Розумні і талановиті дівчата Головіних, і їх подруга Маргарита Олександрівна Кошелєва, привертали до себе цвіт тодішньої петербурзької молоді. В будинку Головіних збиралося обране суспільство, улюбленим заняттям якого були музика і література. Одним їх шанувальників сестер Головіних був молодий поет Юрій Нелединський-Мелецький.
Вони ставили йому теми для віршів і просили перкладати французьких авторів. Більшу частину пісень і романсів Нелединський складав експромтом, тут же складалася музика, і Наталя Іванівна виконувала їх своїм прекрасним голосом.

## Шлюб
15 лютого 1783 роки Наталія Іванівна стала дружиною князя Олексія Борисовича Куракіна. Шлюб був щасливим. Провівши кілька років після одруження в Петербурзі, у галасливому товаристві, де Наталія Іванівна була однією з найкращих його окрас, вона стала нудьгувати у своєму маєтку в Орловській губернії, куди від двору відійшов її чоловік. Під приводом покращення здоров'я вона поїхала за кордон на три роки. В ході подорожі об'їхала всю Європу. Також ще двічі здійснювала подібні поїздки: з 1822 по 1824 р.р. і в 1829—1830 роках.
З поїздок залишила численні щоденники. Написані французькою, вони жваво описують талановиту і освічену жінку, яка до кінця життя зберігала рідкісний інтерес до всього навколишнього. Під час поїздок вона зустрічалася і знайомилася з усіма знаменитими, модними і відомими людьми Європи. Вона описувала політичних діячів: Меттерніха,  Талейрана, Веллінгтона; вчених і літераторів:  Гумбольдта,  Стендаля, Меріме, Еме-Мартена, художників і артистів, в тому числі колишніх її друзів Віже-Лебрен і співачку Каталані. У її щоденниках зустрічаються описи не тільки талановитих і відомих, але і посередностей: академіка Боффо, романісток де Баур і Софії Ге. Художниця Елізабет Віже-Лебрен, що листувалась з Куракіною, писала про неї:
|  | Добра і чарівна княгиня Куракіна ... Хоча б двічі поговоривши з нею, неможливо було не закохатися в її. Розум, сама натура і добра вдача її включались щось невимовно простодушне, і я називала княгиню семирічною дитиною; вона підкорювала серця, і я зберігаю пам'ять про неї аж ніяк не лише через єдині ніжні почуття до неї. |

Куракіна з молодості була прихильницею Д. Дідро й до кончини була оточена чужинцями. Була знайома з Д. А. Россіні і А. Сальєрі, протегувала Ф. Лісту, бувала у Т. Кабарруса і Ж. Рекамє.
Головною її пристрастю були театри, де вона бувала майже кожен день. Дуже обдарована від природи, Наталія Іванівна чудово грала на арфі, співала, складала романси на вірші російських, французьких та італійських поетів. Вона залишила близько 50 романсів, що виконувалися протягом усього XIX століття. Про її музичні вечори у Петербурзі згадується в листуванні братів Булгакових. Слухачі захоплювалися її грою і дивних контральто. Поет І. І. Дмитрієв, називаючи Куракіну «суперницею Ерати» так звертався до неї:
Я лиру положу Куракиной к ногам

И буду сам внимать в безмолвном восхищеньи…
Її артистична репутація була настільки відома, що Олександр I посилав їй на розгляд проекти пам'ятника Мініну і Пожарському. Смерть чоловіка в грудні 1829 року прискорила її повернення з Парижа, а через півтора року Наталія Іванівна Куракіна померла від холери. Була похована поряд із чоловіком у селі Куракіно.

## Родина
У подружжя Куракіних були діти:
- Борис Олексійович (1783—1850), хрещеник імператриці Катерини II; камергер і сенатор, з 1808 року був одружений з княжною Ольгою Борисівною Голіциною (1790—1871), донькою генерал-лейтенанта Б. А. Голіцина.
- Костянтин Олексійович (20.03.1786— ?), хрещений в Ісаакієвському соборі, хрещеник князя М. В. Рєпніна і княжни О. М. Голіциної[5].
- Олена Олексіївна (1787—1869), музикантка і співачка; була спочатку нареченою князя Дмитра Михайловича Волконського (1770—1835), пізніше сенатора, але шлюб не відбувся, і стала дружиною графа Миколи Івановича Зотова (1782—1849). Їх молодша дочка Єлизавета (1808—1872), фрейліна і статс-дама, була одружена з князем О. І. Чернишовим.
- Олександра Олексіївна (1788—1819), з 1807 року була одружена з Миколою Сергійовичем Салтиковим (1786—1849), але через два роки залишила його заради полковника Петра Олександровича Чичеріна (1778—1848). Він відвіз її від чоловіка і, не отримавши розлучення, одружився з нею. Ця історія наробила в світі багато шуму. Князь О. Б. Куракін, до самої своєї смерті більше жодного разу не згадав імені своєї племінниці. Діти Чичеріних, чотири сини та дві доньки, отримали права законних дітей за Царським указом у грудні 1819 року, вже після смерті їх матері. Вона померла в травні 1819 року і була похована в Сергієвій пустині, поблизу Петербурга.

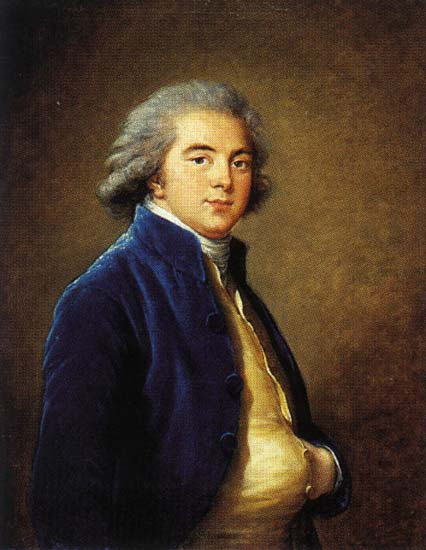
Олексій Борисович, чоловік
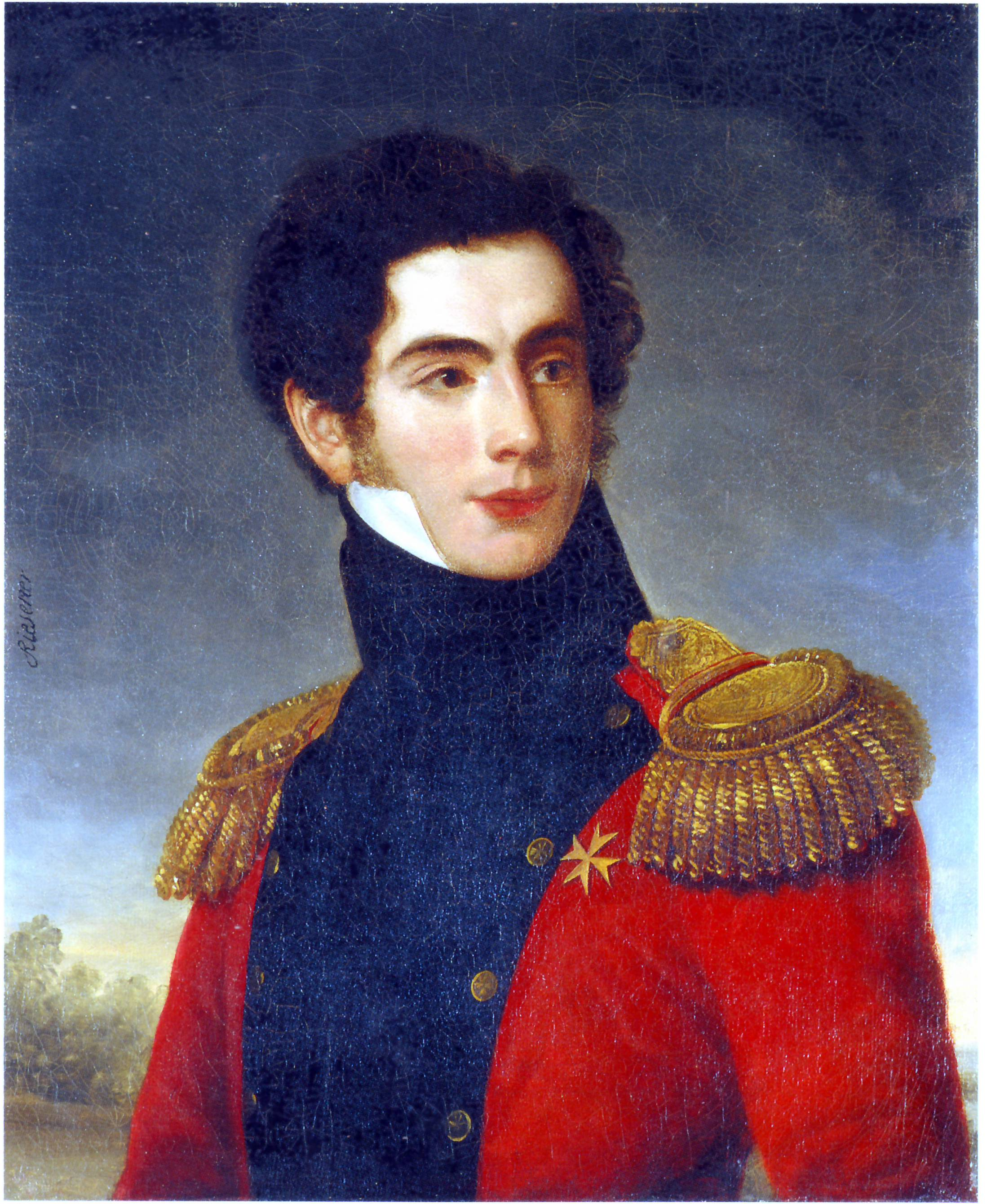
Борис Олексійович, син
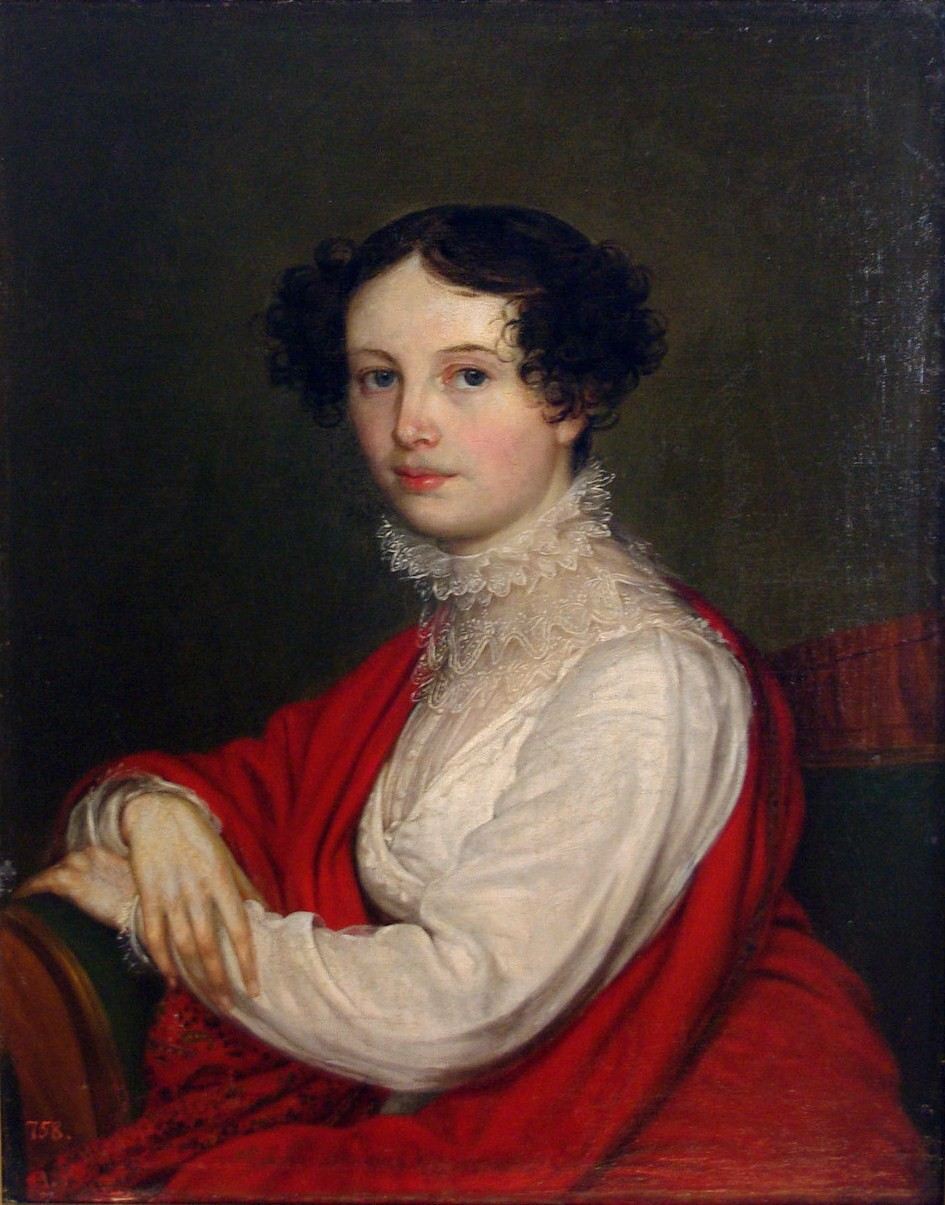
Єлизавета Борисівна, невістка
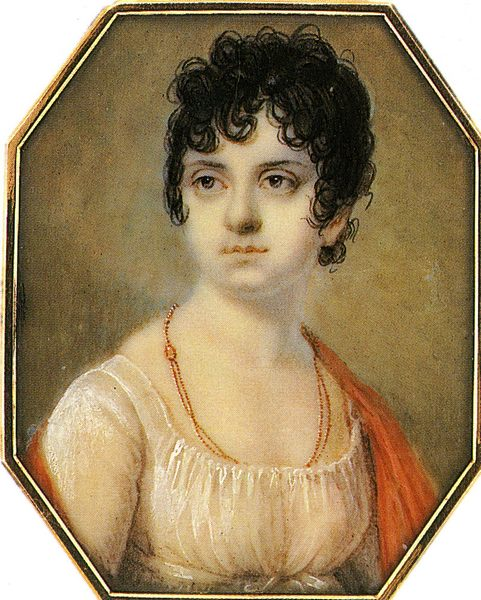
Олена Олексіївна, дочка
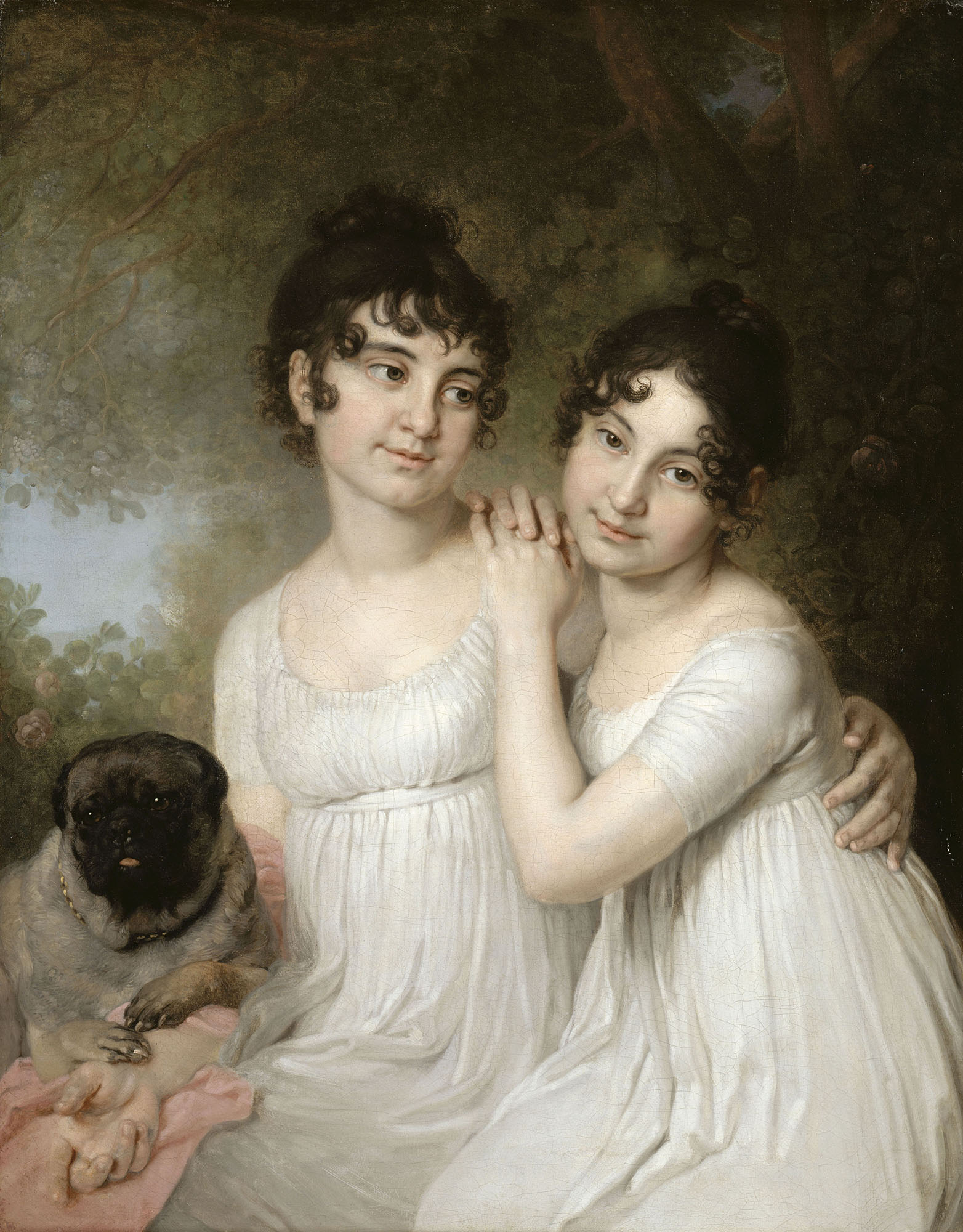
Олена і Олександра, дочки
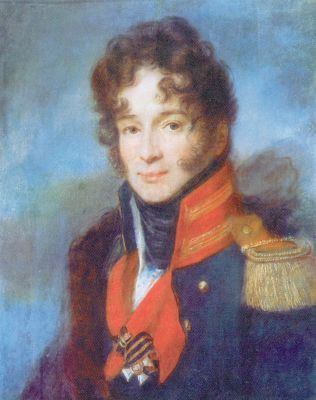
Петро Чичерін, зять